# 特立尼达 (加利福尼亚州)
特立尼达（英語：Trinidad），是美国加利福尼亚州洪堡县下属的一座城市。建市于1870年11月7日，面积大约为0.48平方英里（1.2平方公里）。根据2010年美国人口普查，该市有人口367人。